# 아비샤그 셈베르그
아비샤그 셈베르그(히브리어: אבישג סמברג‎, 2001년 9월 16일~)는 이스라엘의 태권도 선수이다. 2020년 하계 올림픽 태권도 여자 49kg급에서 동메달을 기록하였다. 이스라엘의 역대 10번째 올림픽 메달을 획득이다. 셈베르그가 동메달 획득할 당시 19살이었으며, 이는 이스라엘 최연소 올림픽 메달리스트 기록이다.

## 생애

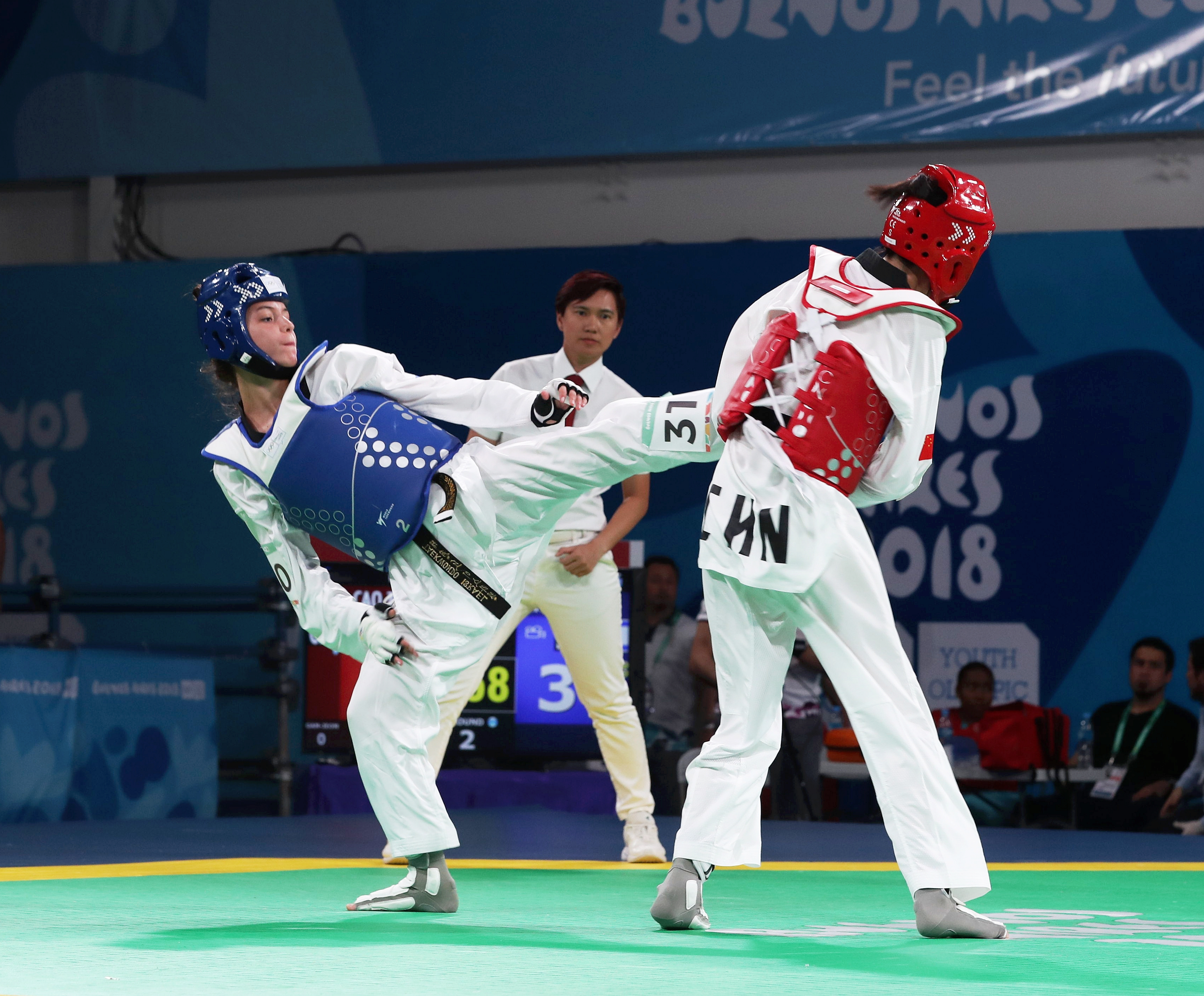
2018년 하계 청소년 올림픽 당시의 셈베르그 (왼쪽)

이스라엘의 게데라에서 태어나 라믈라에서 자랐다. 부모인 오렌과 닐리 코헨은 각각 아슈케나즈 유대인과, 스파라드 유대인(모로코 유대인)이다. 현재 아버지는 이스라엘 카에사레아주에 거주하고 있다.
13세때인 2015년에 이스라엘의 더 키즈 채널 리얼리티 게임쇼 "소년소녀들(HaBanim VeHaBanot)"의 3번째 시즌에 참가하였고, 9번째로 탈락했다.
셈베르그는 2020년 이스라엘 방위군에 군인으로 입대하여 국내전선사령부에서 근무했다.
셈베르그가 거주하고 있는 이스라엘 라믈라의 샤라비 무술 클럽에서 예치암 샤라비의 지도를 받아 훈련받고 있다.

## 경력
2013년 아슈도드에서 열린 이스라엘 유소년 태권도 선수권 대회에서 -37kg급 우승을 차지했으며, 2015년 그녀는 이스라엘 라믈라에서 열린 이스라엘 유소년 태권도 선수권 대회에서 -44kg급 금메달을 획득했다.
2014년 이스라엘 유소년 국가대표로 발탁되었고 2016년 11월 캐나다 버나비에서 열린 세계 주니어 태권도 선수권 대회에 46kg 체급에서 동메달을 획득했다.
2017년 키프로스 라르나카에서 열린 유럽 주니어 선수권 대회에서 46kg급 동메달을 획득했다. 같은 해에 라믈라에서 열린 이스라엘 오픈에서 46kg급 금메달을 땄다.
2018년에는 이스라엘 성인 국가대표로 처음 발탁되었고 10월 8일 아르헨티나 부에노스아이레스에서 열린 2018년 하계 청소년 올림픽 여자 49kg 대회에서 5위를 차지했다. 또한 같은 해에 폴란드 바르샤바에서 열린 2018년 폴란드 주니어 오픈 49kg급에서 금메달을 획득했다. 2019년에 스웨덴 헬싱보리 에서 열린 유럽 U-21 선수권 대회에서 동메달을 획득했으며, 이스라엘 오픈과 리가 오픈에서 49kg급 금메달을 획득했다.
2020년 셈베르그는 크로아티아 자그레브에서 열린 유럽 클럽 선수권 대회에서 49kg급 금메달을 획득했다.

### 2020년 하계 올림픽 태권도 동메달
2021년 5월 7일 셈베르그는 2020년 올림픽 유럽 예선에서 우승하여 일본 도쿄에서 열린 2020년 하계 올림픽에 진출했다.

## 개인사
셈베르그는 이스라엘 태권도 선수인 님로드 크라비츠키와 교제 중이다.

## 같이 보기
- 올림픽 태권도 메달리스트 목록